# جف بک
جفری آرنولد بک (انگلیسی: Geoffrey Arnold Beck؛ با نام ۲۴ ژوئن ۱۹۴۴–۱۰ ژانویهٔ ۲۰۲۳) آهنگ‌ساز و نوازندهٔ گیتار الکتریک سبک راک اهل انگلستان بود. او یکی از ۳ گیتاریست شناخته‌شده‌ای است که با گروه یاردبردز همکاری داشته‌اند. بک در رده‌بندی «۱۰۰ گیتاریست برتر تمام دوران» نشریهٔ رولینگ استون که در سال ۲۰۰۳ انجام شد رتبهٔ ۱۴ام را به‌خود اختصاص داد. شبکهٔ اِم‌اِس‌اِن‌بی‌سی هم در سال ۲۰۰۸ از او با لقب «گیتاریستِ گیتاریست‌ها» یاد کرده‌است.

## سبک
بیشتر آثار جف بک قطعات بدون کلامی (instrumental) هستند که با مشخصهٔ نوآوری در صداها و در سبک‌های بلوز راک، هوی متال و فیوژن جَز ساخته شده‌اند. جف بک در سال‌های واپسین عمر خود نوازندگی راک و عناصری از الکترونیکا را هم به آثار خود افزود.

## جوایز و افتخارات
بک از آن دسته هنرمندانی بود که معمولاً آثارش با تحسین منتقدان همراه بوده‌اند. او ۵ جایزهٔ گرمی «بهترین اجرای راک بدون کلام» را در سال‌های ۱۹۸۵، ۱۹۸۹، ۲۰۰۱، ۲۰۰۳ و ۲۰۰۹ از آن خود کرد. گرچه او ۲ آلبوم پرفروش و موفق (در سال‌های ۱۹۷۵ و ۱۹۷۶) را در کارنامه‌اش داشت اما در طول بیش از ۴ دهه فعالیش هیچ‌گاه نتوانست مانند دیگر هم‌دوره‌ای‌های‌اش به موفقیت تجاری پایدار و محبوبیت دائمی نزد عامهٔ مردم دست پیدا کند. شاید مهم‌تریم دلیل این مسئله به تصمیم بک در سال ۱۹۷۱ مربوط شود که پس از آن‌که راد استیوارت گروه جف بک را ترک کرد بک تصمیم گرفت از آن به بعد با هیچ خوانندهٔ عامه‌پسندی کار نکند. این تصمیم باعث شد دامنهٔ شنوندگان موسیقی‌اش بسیار محدود شود.

## عضویت در تالار شهرت راک اند رول
در ۴ آوریل ۲۰۰۹ بک رسماً به عنوان عضو جدید تالار شهرت راک اند رول معرفی شد. مراسم اعطای عضویت را جیمی پیج – دوست صمیمی و هم‌گروهی سابق‌اش در یاردبردز – اجرا کرد.

## مرگ
جف بک در ۱۰ ژانویه ۲۰۲۳ بر اثر مننژیت درگذشت.